# Gimmick

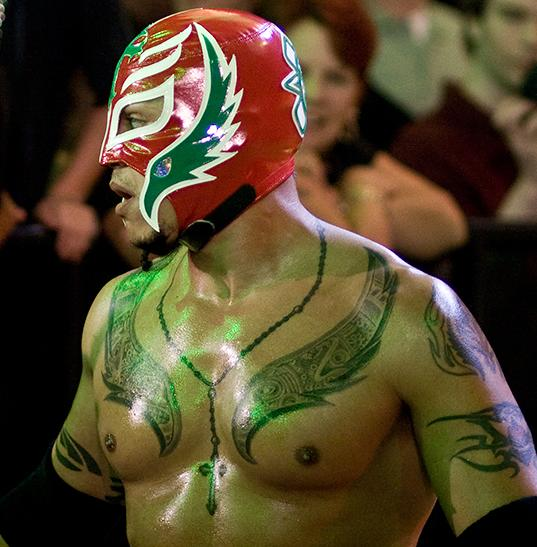
Wrestler Rey Mysterio é um gimmick mexicano

Gimmick no wrestling profissional é um personagem ou uma personalidade assumida pelo lutador para competir nas federações. Também pode indicar gestos, roupas ou objetos usados pelo lutador.

## Tipos
Existem vários tipos de gimmicks:
1. Personagem - Lutadores que assumem personagens (caricatos ou não), como The Undertaker, que seria uma entidade sobrenatural assumida em um coveiro morto-vivo do Velho Oeste ou então Boogeyman, o bicho-papão.
2. Personalidade - Normalmente, quando um lutador assume o papel de herói, anti-herói ou vilão.